# Державні нагороди Вірменії
Державні нагороди Вірменії
Для заохочення видатних і виняткових заслуг перед Республікою Вірменією та суспільством Законом Республіки Вірменії «Про державні нагороди Республіки Вірменії» від 22 квітня 1994 року засновані державні нагороди:
- Вище звання Республіки Вірменії,
- ордени Республіки Вірменії,
- медалі Республіки Вірменії.

## Загальні положення
Державні нагороди Вірменії засновуються Верховною Радою Республіки Вірменії.
Президент Вірменії присвоює Вище звання Республіки Вірменії, нагороджує орденами і медалями Республіки Вірменії, видаючи про це укази.
Вище звання Республіки Вірменії Національний герой Вірменії з 22 квітня 1994 до 6 листопада 2003 могло присвоюватися тільки громадянам Республіки Вірменії. Після цього його можуть отримати й іноземні громадяни і особи без громадянства. Орденами і медалями Республіки Вірменії нагороджуються громадяни Республіки Вірменії, іноземні громадяни та особи без громадянства.
Президент, Віце-президент Вірменії, депутати Верховної Ради та місцевих Рад Республіки Вірменії не можуть нагороджуватися державними нагородами Республіки Вірменії
Вид державної нагороди Республіки Вірменії визначається згідно з характером і важливістю заслуг нагороджуваного особи.
Нові заслуги нагороджуваних осіб можуть бути знову відзначені державною нагородою. Повторне нагородження однойменною державною нагородою не проводиться, за винятком орденів, які мають ступені. Одна і та ж ступінь ордена більше одного разу не вручається.
Нагородження державними нагородами Республіки Вірменії проводиться також посмертно. У цьому разі державна нагорода вручається сім'ї нагородженого.

## Вище звання Вірменії
Вище звання Республіки Вірменії — звання «Національний герой Вірменії». Особам, удостоєним вищого звання «Національний Герой Вірменії», вручається Орден Вітчизни. 

## Ордени Вірменії
Орденами Республіки Вірменії є:
- Орден Вітчизни (вручається тільки особам, удостоєним звання «Національний герой Вірменії»);
- Орден «Бойовий Хрест» I ступеня і II ступеня;
- Орден Слави (з 22 грудня 2010);
- Орден Пошани (з 27 липня 2000);
- Орден Святого Месропа Маштоца;
- Орден Тиграна Великого (з 12 червня 2002);
- Орден Вардана Маміконяна (з 12 червня 2002).

## Медалі Вірменії
Медалями Республіки Вірменії є:
- Медаль «За відвагу»,
- Медаль «За бойові заслуги»,
- Медаль «За заслуги перед Вітчизною»,
- Медаль «За відмінну охорону громадського порядку»,
- Медаль Мхітара Гоша,
- Медаль Мхітара Гераці,
- Медаль Ананії Ширакаці,
- Медаль Мовсеса Хоренаці.

## Виготовлення
Більшість державних нагород Вірменії, виготовляються на Санкт-Петербурзькому монетному дворі.